# Battaglia di Beaumont
La battaglia di Beaumont ebbe luogo durante la guerra franco-prussiana il 30 agosto 1870, tra le forze guidate da Pierre Louis Charles de Failly facenti capo all'"armata di Chalons" francese, al comando del maresciallo di Francia Patrice de Mac-Mahon, e corpi d'armata prussiani al comando del Principe Alberto di Sassonia.

## Antefatti
Nell'agosto del 1870 l'esercito francese era diviso in due corpi principali: l'armata del maresciallo di Francia Patrice de Mac-Mahon, concentrata a Châlons-en-Champagne (presso la quale si era trasferito lo stesso Napoleone III) e l'Armata del Reno, guidata da un secondo maresciallo di Francia, François Achille Bazaine.
Dopo aver impedito l'accerchiamento il 16 agosto (battaglia di Mars-la-Tour), Bazaine rifiutò di impiegare la totalità delle proprie truppe a contrastare la successiva azione prussiana del 18 agosto (battaglia di Gravelotte), venendo così spinto, pur disponendo ancora di forze ingenti, in una posizione strettamente difensiva nella piazzaforte di Metz (assedio di Metz). L'altra metà dell'esercito francese, quella comandata da Mac-Mahon e forte di circa 150 000 uomini, tentò il ricongiungimento, sotto le pressioni dei vertici militari parigini, con le forze di Bazaine assediate a Metz. Tuttavia, con l'armata del Reno impegnata nell'assedio, i prussiani potevano ora permettersi di indirizzare forze ingenti contro l'armata di Mac-Mahon. Il capo dello Stato Maggiore prussiano, feldmaresciallo von Moltke, era dell'intenzione non semplicemente di arrestare la marcia di Mac-Mahon ma piuttosto di condurre una battaglia di annientamento, schiacciando i francesi definitivamente a ridosso della frontiera belga, senza più alcun margine di manovra. Rimandando lo scontro, egli correva l'unico rischio di indurre il nemico ad una prematura ritirata.

## L'avvicinamento a Metz
Il 26 agosto la cavalleria prussiana si imbatté per la prima volta nell'ala destra francese nei pressi di Grand Pré e il XII corpo sassone il 29 agosto incontrò il V corpo di Pierre Louis Charles de Failly, che costituiva il fianco destro dell'avanzata francese a Montmédy, presso Buzancy. Failly, dopo aver combattuto per tutto il pomeriggio e dopo che gli scontri avevano provocato 600 morti per entrambi gli schieramenti, si ritirò con truppe stanche e privo della luce diurna nel bosco di Belval. Accampatosi all'uscita dal bosco, Failly fu brutalmente svegliato alla mattina del 30 agosto dall'ala destra dell'Armata della Mosa costituita dal I corpo bavarese.
Nel tardo 28 agosto von Moltke ordinò all'Armata della Mosa di muoversi in direzione nord verso la Mosa e alla terza armata di marciare ad est da Buzancy e La Chesne, diversamente da come era stato pianificato all'inizio, quando si era progettato di unire le due armate sulla riva destra della Mosa.
Il 27 a sera, con i tedeschi che operavano manovre tese ad accerchiare la posizione di Mac-Mahon, questi telegrafò comunicando che se non fossero arrivate notizie di un suo prossimo avvicinamento, l'Armata di Chalons sarebbe stata costretta al ripiegamento su Charleville-Mézières. Il Conte Palikao il 28, all'1,00 di notte, compì la mossa decisiva, telegrafando al maresciallo e comunicandogli che il ricongiungimento con Bazaine era necessario e paventando lo scoppio della rivoluzione a Parigi qualora non si fosse tentato lo sblocco delle armate imbottigliate nella roccaforte lorenana. Il primo ministro francese affermò in um messaggio che "se tu abbandoni Bazaine, a Parigi scoppierà la rivoluzione e tu saresti attaccato dalle intere forze nemiche...".
Mac-Mahon e Napoleone III non seppero opporsi e ripresero la marcia che avevano abbandonato, pur avendo ben presente, e avendolo dichiarato, che tale decisione si sarebbe tradotta nella distruzione dell'armata. Il contrordine venne trasmesso nella più completa confusione: i reparti che già avevano cominciato la ritirata dovettero essere richiamati uno ad uno, costretti ad invertire l'ordine di marcia avanzando in lunghe colonne sotto la pioggia e percorrendo difficili strade. Solo la sera del 28 agosto l'armata riguadagnò l'ordine richiesto e poté riposare.

## La battaglia

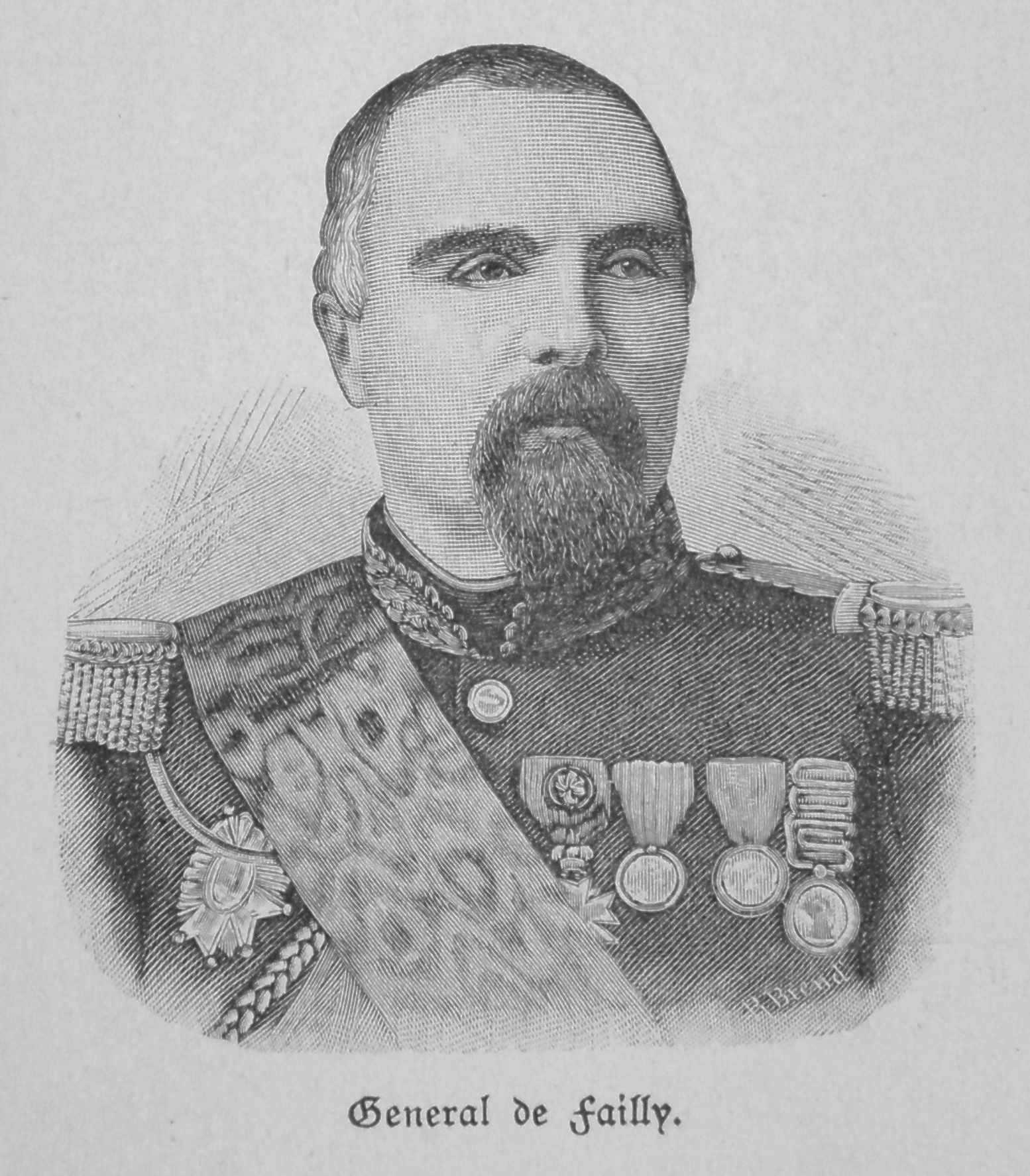
Il generale Pierre Louis Charles de Failly

Nel frattempo il 28 sera von Moltke venne informato dell'inversione di marcia francese e si persuase che il nemico avrebbe tentato di lanciare un attacco il 30 agosto, ordinando quindi l'organizzazione dell'armata della Mosa. Questa avrebbe agito come "l'incudine per il martello dell'armata del Principe ereditario". Ma le informazioni che giunsero convinsero il comandante supremo prussiano a prendere lui stesso l'iniziativa dell'attacco e ordinò al XII e IV corpo di avanzare su Beaumont, mentre la Guardia Prussiana rimaneva come riserva.
Il V Corpo d'armata francese del generale Pierre de Failly, intanto, era rimasto coinvolto negli scontri con il I corpo bavarese ed era riuscito a ritirarsi solo nella nottata del 29 agosto. La truppa, esausta, non era in condizione di marciare oltre e venne accampata per la notte. Fu qui che il V Corpo venne sorpreso dalle avanguardie prussiane. La reazione francese non si fece attendere ma Failly fu costretto a ritirarsi e alle 3,30 del pomeriggio si era collocato in una nuova posizione difensiva. La ritirata di Failly a questo punto si svolse in modo disperato e rovinoso con Lebrun che cercava di ostacolare l'incalzamento tedesco sulle truppe francesi in ritirata. I francesi furono inevitabilmente costretti ad avviare l'evacuazione attraverso la Mosa, subendo considerevoli perdite tra uomini, armi e munizioni.

## Esito e conseguenze
Mac-Mahon era riuscito nell'intento di evitare una battaglia che non aveva voluto combattere e i suoi dubbi sulle difficoltà di un ricongiungimento dell'Armata di Alsazia con la Armata del Reno di Bazaine avevano trovato ovvia conferma. Ora che l'unica opzione possibile restava una rapida ed efficace ritirata, Mac-Mahon riprese in considerazione l'alternativa del ripiegamento in direzione Mézières, come stabilito prima della correzione di marcia seguita al telegramma del 27 agosto. La strada prescelta passava anzitutto per la piazzaforte di Sedan, a pochi chilometri dalla frontiera belga, dove Mac-Mahon aveva intenzione di dare riposo all'Armata, rifocillarla, rifornirla, per poi ritirarsi e riprendere al più presto la marcia.
Le sue truppe, nondimeno, subiranno le conseguenze di un drammatico accerchiamento che darà corpo alla battaglia di Sedan. Con il Principe di Sassonia sul lato destro del fiume e il Principe di Prussia sul sinistro Mac-Mahon ormai non aveva scampo. Per circondarlo definitivamente von Moltke ordinò al V e al XI corpo dell'Armata della Mosa a nord di Sedan, di collocarsi tra Mac-Mahon e la frontiera belga. La terza armata avrebbe poi raggiunto Sedan dalla sponda ovest della Mosa, allargando il proprio fianco sinistro ad impedire qualsiasi possibilità di ritirata verso Parigi o Mézières.